# Iati
Iati là một đô thị thuộc bang Pernambuco, Brasil. Đô thị này có diện tích 567,53 km², dân số năm 2007 là 17834 người, mật độ 31,42 người/km².